# Jampal
Die Weißweinsorte Jampal ist eine autochthone Sorte aus Portugal und wird vorwiegend im Süden des Landes kultiviert. Ihr Anbau ist in den Regionen Beira Litoral, Ribatejo und Oeste empfohlen. Zugelassen ist sie ferner in den Regionen Trás-os-Montes, Beira Interior und den Azoren. Die bestockte Fläche beträgt 385 Hektar (Stand 1999). Beste Ergebnisse erzielen die Winzer im Bereich Torres Vedras im Norden Lissabons sowie im Bereich Colares.
Die ertragsstarke Sorte erbringt aromatische Weißweine mit hohem Alkoholgehalt und Aromen von Zitrone und getrockneten Früchten.
Mit der Sorte Camarate Vermelho gibt es eine hellfarbige Spielart.
Synonyme: Joao Paolo oder Joao Paulo, Jampaulo, Jampolo, Jeampaul